# Érfancsika
Érfancsika (Făncica), település Romániában, a Partiumban, Bihar megyében.

## Fekvése
Az érmelléki hegyek alatt, a nagyvárad-margittai vasútvonal mellett, Margittától délnyugatra fekvő település.

## Története
Érfancsika, Fancsika Árpád-kori település. Nevét már 1278-ban említette oklevél t. Fonchuka ... iuxta Berrukio néven.
1294-ben Fanchaka, 1397-ben Fanchika, 1808-ban Fancsika, 1913-ban Érfancsika néven írták.
1310-ben p. Fanchka néven, mint a Hontpázmány nemzetség birtokát említették az oklevelek.
1278-ban a Hontpázmány nemzetségbeli Felicián fiai: Paznan és Fanchaka cseréba adták a rokon Marcell fia Mykou-nak, és e cserét 1294-ben
meg is újították.
1310-ben a nemzetséghez tartozó Myko ispán fiai: Miklós és Leukus kettéosztották. Az osztozás alkalmával az egyik utcát 2 malommal Miklós kapta, a másik utcát a Berettyó felől egy malommal pedig Leukus.
1454-ben még mint puszta szerepelt az oklevelekben. Birtokosai gyakran változtak és az idők folyamán egyidelyűleg több birtokosa is volt: A 15. század folyamán 1417-ben a Zoárdfiak, 1429-ben a Szentmártoniak, 1445-ben a Czibak család, 1451-ben a Bajoniak, 1454-ben a Dengelegiek, 1464-ben a Sztáryak, 1470-ben az Ujhelyiek, 1473-ban a Köbölkuthyak, 1485-ben a Homroki és 1489-ben a gyaráni Pártasi család.
A 19. század elején a gróf Toldalaghy család és gróf Klebersberg József volt a földesura.
1851-ben Fényes Elek írta a településről:
Ér-Fancsika, Bihar vármegyében, 400 óhitü lakossal, anyatemplommal. Agyagos szántófölde nem igen termékeny, erdeje, szőleje, s 5 3/ urbéri telke van. Birja gróf Kemény.
1910-ben 392 lakosából 91 magyar, 301 román volt. Ebből 34 görögkatolikus, 38 református, 264 görögkeleti ortodox volt.
A trianoni békeszerződés előtt Bihar vármegye Margittai járásához tartozott.

## Nevezetességek
- Görög keleti temploma – 1800 táján épült.